# De Terp (Metro de Roterdão)
De Terp é uma das estações terminais da linha Caland do metro de Roterdão, nos Países Baixos.